# Semur-en-Brionnais
Semur-en-Brionnais é uma comuna francesa na região administrativa de Borgonha-Franco-Condado, no departamento Saône-et-Loire. Estende-se por uma área de 15,51 km². Em 2010 a comuna tinha 626 habitantes (densidade: 40,4 hab./km²).
Pertence à rede das As mais belas aldeias de França.

## História
- Josserando Bers (?—  993) foi um Senhor medieval desta localidade francesa.